# 埃尔宾根
埃尔宾根是德国莱茵兰-普法尔茨州的一个市镇。总面积2.29平方公里，总人口304人，其中男性167人，女性137人（2011年12月31日），人口密度133人/平方公里。